# Магомедов Руслан Садрудинович
Магомедов Руслан Садрудинович — голова Національної комісії з цінних паперів та фондового ринку (з 23 лютого 2021 року).

## Освіта та кар'єра
Народився 5 травня 1984 року.
В 2005 році закінчив магістратуру Київського національного економічного університету імені Вадима Гетьмана за спеціальністю «фінанси підприємств», після чого працював в Фонді державного майна України.
З 2005 до 2006 року — старший трейдер в компанії «Київ Сек'юрітіз Груп». Входив до асоціації Фондової біржі ПФТС.
2006 рік — керівник департаменту інтернет-трейдингу ІК «Проспект Інвестментс» (з січня 2009 до лютого 2010 року).
З лютого 2010 року — начальник управління онлайн-брокериджу Департаменту торгових операцій компанії Astrum Capital (Astrum Investment Management). З лютому 2011 року по травень 2016 року — директор ТОВ «АСТРУМ КАПІТАЛ».
В 2014 році став членом Комітету з торгової діяльності Асоціації «Українські Фондові Торговці».
У 2016 році брав участь в конкурсі на посаду голови правління ПАТ «Національний депозитарій України».
З жовтня 2016 року — радник голови правління ПАТ «Розрахунковий центр з обслуговування договорів на фінансових ринках».
2017–2019 роки — старший проєктний менеджер в проєкті «Розвиток і консолідація інфраструктури ринку капіталів» Європейського банку реконструкції та розвитку.
З 2020 року — став позаштатним радником керівника Офісу президента України Андрія Єрмака.
3 червня 2020 року відповідно до розпорядження Кабінету Міністрів України від 03 червня 2020 р. № 613 як представник Президента України введений до складу конкурсної комісії з визначення претендентів на посади незалежних членів наглядової ради держбанку.
1 лютого 2021 року подав декларацію кандидата на посаду голови Національної комісії з цінних паперів та фондового ринку. Його кандидатуру серед інших запропонувала Офісу Президента України Рада Професійної асоціації учасників ринків капіталу та деривативів..

### Голова Комісії
Указом Президента України від 23 лютого 2021 року № 69/2021 призначений головою Національної комісії з цінних паперів та фондового ринку (НКЦПФР) .
З 2021-2023 роках займався адвокацією на різних заходах законопроекту "Про внесення змін до Закону України "Про державне регулювання ринків капіталу та організованих товарних ринків" та деяких інших законодавчих актів України щодо регулювання та нагляду на ринках капіталу та організованих товарних ринках" № 5865 від 26.08.2021.
У вересні 2021 року спільно з іншими представниками влади Сергієм Марченком, Мариною Лазебною, взяв участь в круглому столі на тему: «Пенсійна реформа в Україні: бути чи не бути».
В лютому 2022 року на пленарному засіданні Верховної ради України перезентував Закон України "Про віртуальні активи" (№ 3637) з пропозиціями Президента України, який надалі був прийнятий в цілому з їх урахуванням.
Після початку російського вторгнення в Україну як Голова  НКЦПФР звертався до закордонних регуляторів та учасників ринку цінних паперів щодо обмеження доступу росіян до таких цінних паперів, які торгуються та обліковуються на закордонних майданчиках.
В серпні 2023 року взяв участь у форумі UkrainianGasOpen 2023: «Видобуток. Транспортування. Зберігання. Продаж», присвячений розвитку українського газового ринку в умовах війни, його транзиту, зберігання, продажу, співпраці операторів та інтерконнекторам.
Спільно з іншими представниками органів влади взяв участь в офлайн-форум Незалежної асоціації банків України «Про війну – без краваток: чого ми досягли та до чого готуємось» на якій зосередив увагу на реформі НКЦПФР  (передбачена законопроектом № 5865 від 26.08.2021), а також інших вижливих напрямах роботи НКЦПФР таких як: сек’юритизація, інвестиційні рахунки, віртуальні активи, пенсійна реформа, розвиток агросектору та відповідного товарного ринку.
В березні 2024 року Президент України підписав Закон України "Про державне регулювання ринків капіталу та організованих товарних ринків" та деяких інших законодавчих актів України щодо вдосконалення державного регулювання та нагляду на ринках капіталу та організованих товарних ринках" (№3585-IX), який відстоював Руслан Магомедов, метою якого було збільшення інституційної спроможність та гарантії незалежності НКЦПФР. Започаткування реформи НКЦПФР  з прийняттям цього закону було однією з умов виділення $1,5 млрд DPL Україні від Світового банку.
В квітні 2024 року взяв участь у Mind Entrepreneur Summit: "Великі реформи треба починати з себе", а в червні взяв участь у Mind Invest Summit на яких  представив учасникам інноваційний проект  – облік часток ТОВ та ТДВ в обліковій системі Депозитарію цінних паперів, який має забезпечувати гарантії захисту прав власності для бізнесу та нові сучасні сервіси:
| "Комісія створила продукт, який дозволяє захистити бізнес від рейдерства. Ми унеможливили таку ризикову історію, коли частки товариства без відома переписуються на когось іншого. Система консервує всі права учасників підприємств і дозволяє доступ лише ліцензованим депозитарним установам та НДУ".[28] |
В червні 2024 року від імені НКЦПФР підписав меморандум про адміністративне партнерство з Фінансовим наглядовим органом Німеччини (BaFin).